# 汶萊博物館
汶萊博物館是汶萊的國家博物館，位於首都斯里巴加湾哥打峇都，座落於汶萊河畔的一山丘上，鄰近哥打峇都的考古遺址與兩座汶萊蘇丹的陵墓。博物館展示伊斯蘭藝術、考古、歷史與民族等文物，為汶萊最大的博物館。此博物館建於1965年，但自2014年起閉館整修，截至2022年仍未重新開放。
汶萊博物館自1969年起發行學術期刊《汶萊博物館期刊》。

## 歷史
汶萊博物館始建於1965年，原址在斯里巴加灣（當時名為汶萊城）市政中心的附近，後遷至哥打峇都的現址。現址大樓於1968年開工，1970年完工，1972年2月29日由英國女皇伊莉莎白二世主持開幕。
2014年，汶萊博物館為修復白蟻蟲害而閉館整修，並計劃重新規劃展廳，整合更多高科技與互動元素。博物館本預計於2020年重新開幕，但截至2022年仍未重新開館。

## 建築
汶萊博物館建築充滿馬來傳統裝飾圖案，與十五世紀汶萊蘇丹博爾基亞陵寢風格類似。博物館有三層樓，展廳佔地3,600平方公尺，另有840平方公尺用於行政與研究，以及460平方公尺用於倉儲，且館外有一座公園。

## 展覽

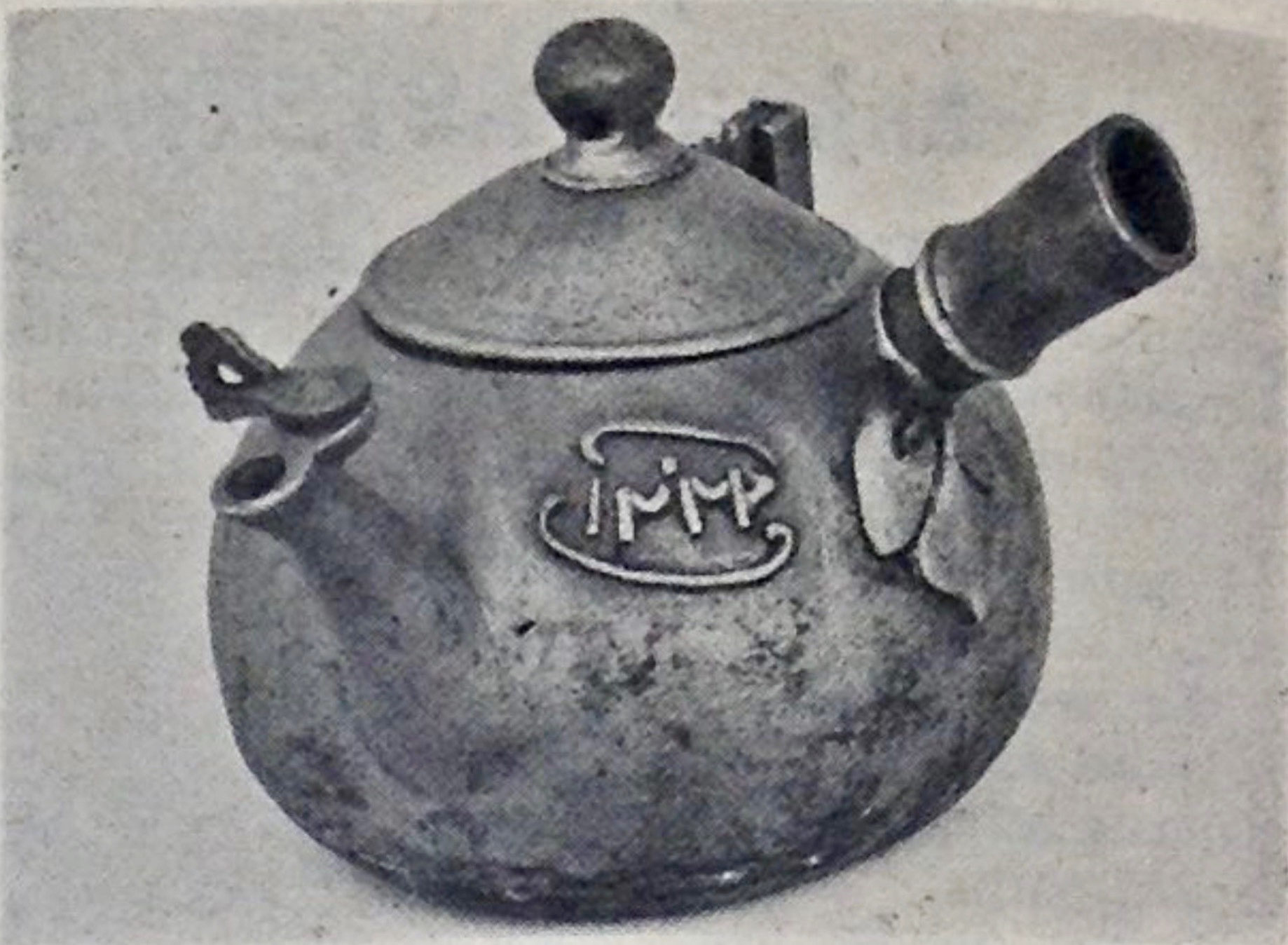
汶萊博物館展示的水壺，於1812年製成

汶萊博物館包括數座展廳，包括伊斯蘭藝術展廳、自然歷史展廳與歷史展廳等。展覽內容包括汶萊社群的傳統生活、汶萊的動物與植物、中世紀中亞與伊朗的陶器、埃及與西亞的玻璃、古蘭經手抄本、布料、金飾與武器、汶萊蘇丹私人收藏的銀幣與金幣、日本中世紀的武器與盔甲、近代的東南亞殖民歷史以及近代汶萊的石油產業發展。